# Salhieh
Salhieh, Salahieh, Salihiyeh, Salhiya, As-Salhiyah ou El Salhiya est un village de Basse-Égypte, dans le gouvernorat d'Ach-Charqiya. Sa population est de 18.957 habitants (2006).
La ville possède un aéroport militaire (code FR2283).
Bonaparte y défit dans les environs Ibrahim-Bey en 1798, Kléber s'en empara en 1800.